# 中川資重
中川 資重（なかがわ すけしげ）は、豊後岡藩中川家の家老。戦国武将中川瀬兵衛清秀の正室・稍（やや）の一族。本姓は熊田 藤助。
妻は信濃長沼藩主佐久間勝之の娘。岡藩2代藩主中川久盛より中川姓を下賜され、中川隼人正資重と名乗る。資重の二男・平兵衛の養子となった数馬資則（資重の兄・資弘の子）の時に、佐久間勝之の血筋に由来して佐久間家を興す。